# Jadwiga Szumska-Kowalska
Jadwiga Szumska-Kowalska (ur. 1924, zm. 9 września 2020) – polska neurochirurg, prof. dr hab. n. med.

## Życiorys
Obroniła pracę doktorską, następnie uzyskała stopień doktora habilitowanego. 24 lutego 1993 nadano jej tytuł profesora w zakresie nauk medycznych. Pracowała w Instytucie Medycyny Doświadczalnej i Klinicznej im. Mirosława Mossakowskiego Polskiej Akademii Nauk.
Zmarła 9 września 2020.